# Sint-Martinuskerk (Aarsele)
De Sint-Martinuskerk in de West-Vlaamse deelgemeente Aarsele is een kerkgebouw toegewijd aan Maarten van Tours.

## Geschiedenis
Aarsele zou omstreeks 700 gekerstend zijn door Ursmarus van Lobbes. In 1085 werd het patronaatsrecht van de kerk toegekend aan de Abdij van Lobbes. Midden 13e eeuw werd de eerste stenen kerk gebouwd. Het was een vroeggotische kruiskerk. Deze bleef, ondanks gebeurtenissen zoals het in brand steken door Franse troepen in 1646, grotendeels ongewijzigd. In 1779 werd de kerk gesloopt en door een nieuwe vervangen, naar ontwerp van Cornelis Willems. De vieringtoren en delen van het koor en het transept bleven daarbij gespaard. Het nieuwe koor kwam nu echter aan de westzijde. In 1909-1912 werd opnieuw een nieuwe kerk gebouwd, nu in neogotische stijl, naar ontwerp van Jules Carette. De kerk liep schade op aan de noordzijde van het transept tijdens de Eerste Wereldoorlog. In 1940 werd de top van de torenspits afgeschoten en deze werd in 1955 hersteld.

## Gebouw
Het betreft een neogotische driebeukige kruisbasiliek met een 13e-eeuwse vieringtoren met achtkante bovengeleding. De kerk is opgebouwd uit breuksteen, de toren uit veldsteen.

### Interieur
De kerk heeft een interieur met onder meer een preekstoel van 1687 en glasramen die de sfeer van het interieur bepalen. Aan de zuidkant bevinden zich twee ingemetselde gedenkstenen die herinneren aan de gevechten die te Aarsele in de meidagen van 1940 werden geleverd. In de periode 1909-1911 werd het gebouw herbouwd in veldsteen, een grondige aanpassing van een kerk uit 1779. De vroeggotische achthoekige vieringtoren is het enige restant van de oorspronkelijke 13e-eeuwse kerk.
De kerk bezit enkele schilderijen uit de 17e en 19e eeuw.
Het transept werd beschadigd bij beschietingen tijdens de Eerste Wereldoorlog, de toren tijdens de Tweede Wereldoorlog.
De kerk is sinds 1939 een beschermd monument.

## Mutianus Maria Wiaux
In de kerk is in 1988 een beeld opgesteld van Mutianus Maria Wiaux, een Belg die in 1989 heilig werd verklaard. Er wordt een relikwie van hem bewaard.

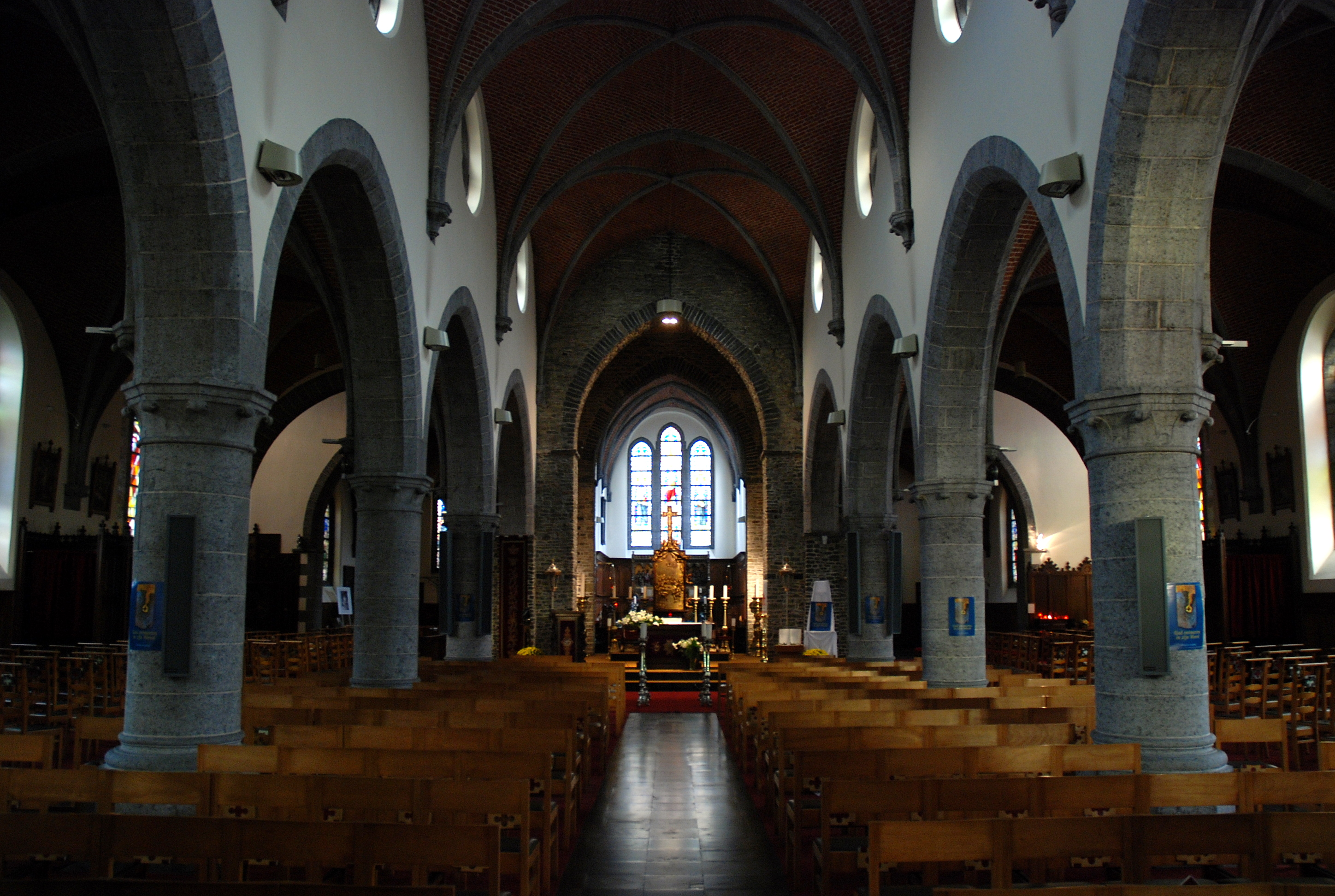
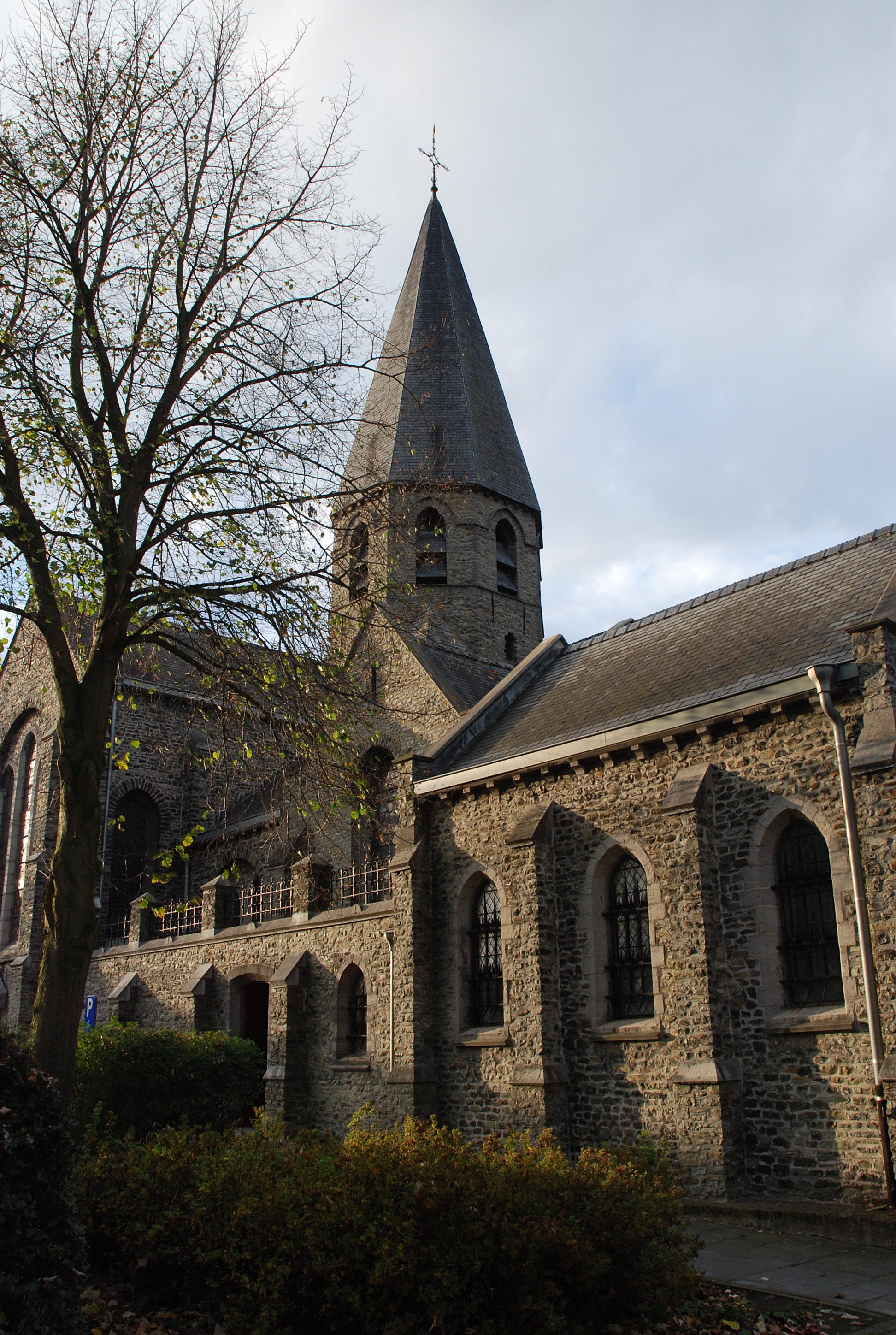
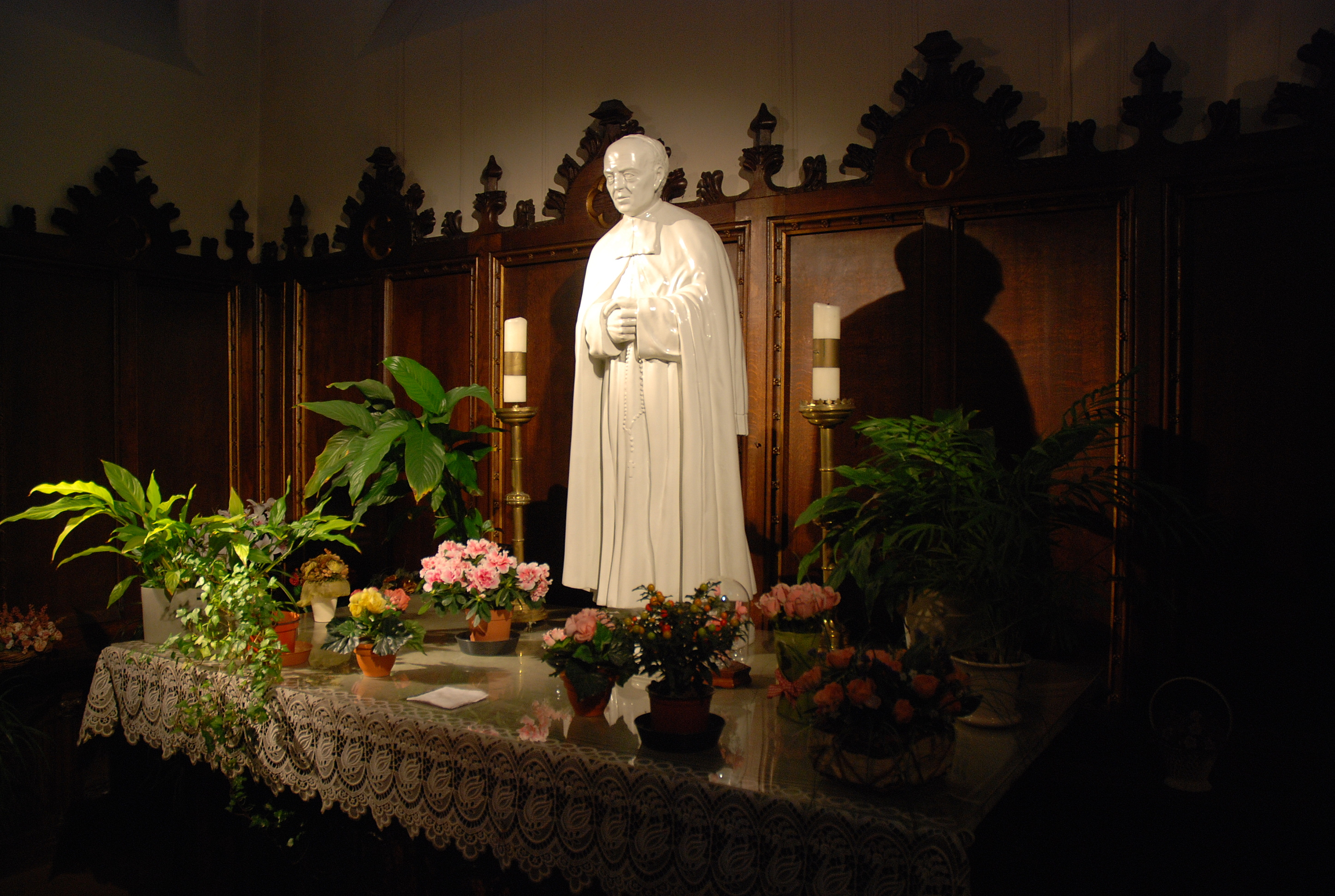
Het beeld van Mutianus Maria Wiaux